# Симпатичне чорнило
Симпати́чне (неви́диме) чорни́ло — це чорнило, записи яким не видно, а побачити їх можна лише за визначених умов (нагрівання, освітлення, хімічне проявлення тощо).
Одним із найпоширеніших методів класичної стеганографії є використання симпатичних чорнил. Зазвичай процес запису здійснюється наступним чином: перший шар — наноситься важливий запис невидимим чорнилом, другий шар — нічого не значущий запис видимим чорнилом .

## Історія
Ще в I ст. Філон Александрійський описав рецепт симпатичного чорнила з соку чорнильних горішків, для проявлення якого потрібен розчин комплексної солі Феруму і Купруму. Овідій пропонував використовувати молоко як невидиме чорнило (проявляється після нагрівання). Невидиме чорнило продовжували використовувати як у Середньовіччі, так і в новітній історії, наприклад, у листах російських революціонерів з в'язниць. Секретний текст, написаний молоком між рядків зовні некри́вдного листа, проявлявся під час погладжування паперу гарячою праскою. Царська охранка знала про цю секретну кореспонденцію й успішно її зчитувала.

## Види симпатичного чорнила
Як симпатичне чорнило можуть використовуватися найрізноманітніші речовини:
| Чорнило                                         | Проявник                          |
| ----------------------------------------------- | --------------------------------- |
| Лимонна кислота (харчова)                       | Бензилоранж                       |
| Віск                                            | CaCO3 або зубний порошок          |
| Яблуневий сік                                   | Нагрівання                        |
| Молоко                                          | Нагрівання                        |
| Цибулевий сік                                   | Нагрівання                        |
| Бруквовий сік                                   | Нагрівання                        |
| Пірамідон (у спиртовому розчині)                | Нагрівання                        |
| Зв'язуючі засоби для дезінфекції рота та глотки | Нагрівання                        |
| Галуни                                          | Нагрівання                        |
| Слина                                           | Дуже слабкий водний розчин чорнил |
| Фенолфталеїн                                    | Розбавлений луг                   |
| Пральний порошок                                | Світло ультрафіолетової лампи     |
| Крохмаль                                        | Йодний настій                     |
| Аспірин                                         | Солі заліза                       |

## Використання симпатичного чорнила
Застосування доброго чорнила (не кажучи про його виготовлення) має такі нюанси:
- Запис ведуть на аркуші паперу підвищеної якості тонким і довгим дерев'яним вістрям, просоченим потрібним чорнилом (наприклад, зубочисткою або сірником з ватою), тоненьким стерженьком фломастера або тонким пензликом; головне, щоб дане "перо" не дряпало папір;
- І до, і після написання лист ретельно розгладжується з обох сторін по різних напрямках м'якою матерією, приховуючи тайнопис у поверхневому шарі паперу;
- Лист з тайнописом обробляють парою, а потім затискають між сторінками об'ємної книги і добре висушують. Якщо на ньому з'являться сліди від "хімії" або їх буде видно під ультрафіолетовими променями, запис бракується;
- Якщо все в порядку - то на аркуші з прихованою інформацією пишуть відкритий лист або ж якусь іншу нешкідливу фактуру (скажімо, вірш).

Страхуючись від аматорських спроб виявити тайнопис методом "тику", можна задіяти різні хитрощі, включаючи, скажімо, нітрування паперу (спалахне при надмірному нагріванні) або ж виконання запису "світлопером" (світлодіодом) на дуже чутливому до світла папері (написане зникає на тлі від засвічення при висвітленні денним світлом).
Для прояву тайнопису треба скористатися відповідним реактивом і належною методикою. Сам проявник тут наноситься шляхом дотику - протирання губкою (ватним тампоном), через оббризкування з пульверизатора чи іншим оптимальним способом. Для термообробки використовують прасування або нагрівання біля електролампочки.